# Manat turcomano
El manat es la unidad monetaria de Turkmenistán, introducida el 27 de octubre de 1993 para sustituir al rublo soviético. La palabra manat se tomó prestada del ruso "монета" ("moneta"), pronunciada como 'mañeta' y que significa "moneda".

## El nuevo manat
Debido a la devaluación que sufrió la moneda turkmena desde su creación, el 1 de enero de 2009 se puso en circulación una nueva unidad monetaria llamada también manat, dividida a su vez en 100 teňňe. El cambio se produjo a razón de 5.000 a 1, es decir, 5.000 antiguos manats pasaron a ser 1 nuevo manat. El 1 de enero aparecieron los nuevos billetes y monedas, parecidos en diseños a los anteriores pero con la particularidad de que el anterior presidente solo aparece en el billete de 500 nuevos manats; en el resto se observan los bustos de grandes personalidades turcomanas. La nueva serie de billetes incluye valores de 1, 5, 10, 20, 50, 100 y 500 Manats, y monedas de 1, 2, 5, 10, 20 y 50 teňňe. El 1 de noviembre de 2009, el Banco Central de Turkmenistán anunció la puesta en circulación de nuevas monedas bimetálicas de 1 y 2 manat para el 1 de enero de 2010.
La moneda de Azerbaiyán tiene el mismo nombre (ver Manat azerí). También se designaba como manat al rublo soviético tanto en azerí como en turcomano.

### Monedas
| Imagen Anverso | Imagen Reverso | Denominación | Emisión | Metal           | Metal           | Forma    | Diámetro (mm) | Peso (g) | Canto                | Anverso | Reverso                                                                        |
| Imagen Anverso | Imagen Reverso | Denominación | Emisión | Anillo          | Centro          | Forma    | Diámetro (mm) | Peso (g) | Canto                | Anverso | Reverso                                                                        |
| -------------- | -------------- | ------------ | ------- | --------------- | --------------- | -------- | ------------- | -------- | -------------------- | --- | ------------------------------------------------------------------------------ |
|                |                | 1 Teňňe      | 2009    | Acero niquelado | Acero niquelado | Circular | 16,10         | 2,00     | Liso                 | Monumento de la Paz en Asjabad - Mapa de Turkmenistán - GARAŞSYZ BITARAP TÜRKMENISTAN - Alfombras turcomanas | 1 teňňe - TÜRKMENISTANYŇ MERKEZI BANKY - Flores de algodón - año de acuñación  |
|                |                | 2 Teňňe      | 2009    | Acero niquelado | Acero niquelado | Circular | 18,00         | 3,00     | Estriado             | Monumento de la Paz en Asjabad - Mapa de Turkmenistán - GARAŞSYZ BITARAP TÜRKMENISTAN - Alfombras turcomanas | 2 teňňe - TÜRKMENISTANYŇ MERKEZI BANKY - Flores - año de acuñación             |
|                |                | 5 Teňňe      | 2009    | Acero niquelado | Acero niquelado | Circular | 20,10         | 4,10     | Liso                 | Monumento de la Paz en Asjabad - Mapa de Turkmenistán - GARAŞSYZ BITARAP TÜRKMENISTAN - Alfombras turcomanas | 5 teňňe - TÜRKMENISTANYŇ MERKEZI BANKY - Pendientes - año de acuñación         |
|                |                | 10 Teňňe     | 2009    | Latón           | Latón           | Circular | 22,00         | 5,00     | Estriado discontinuo | Monumento de la Paz en Asjabad - Mapa de Turkmenistán - GARAŞSYZ BITARAP TÜRKMENISTAN - Alfombras turcomanas | 10 teňňe - TÜRKMENISTANYŇ MERKEZI BANKY - Flores de jacinto - año de acuñación |
|                |                | 20 Teňňe     | 2009    | Latón           | Latón           | Circular | 24,00         | 6,50     | Liso                 | Monumento de la Paz en Asjabad - Mapa de Turkmenistán - GARAŞSYZ BITARAP TÜRKMENISTAN - Alfombras turcomanas | 20 teňňe - TÜRKMENISTANYŇ MERKEZI BANKY - Flores de jacinto - año de acuñación |
|                |                | 50 Teňňe     | 2009    | Latón           | Latón           | Circular | 26,00         | 7,40     | Estriado             | Monumento de la Paz en Asjabad - Mapa de Turkmenistán - GARAŞSYZ BITARAP TÜRKMENISTAN - Alfombras turcomanas | 50 teňňe - TÜRKMENISTANYŇ MERKEZI BANKY - año de acuñación                     |
|                |                | 1 Manat      | 2010    | Latón           | Cupro-Níquel    | Circular | 27,00         | 9,50     | Leyenda              | Monumento de la Paz en Asjabad - Mapa de Turkmenistán - GARAŞSYZ BITARAP TÜRKMENISTAN                        | 1 Manat - TÜRKMENISTANYŇ MERKEZI BANKY - año de acuñación                      |
|                |                | 2 Manat      | 2010    | Cupro-Níquel    | Latón           | Circular | 28,00         | 11,10    | Leyenda              | Monumento de la Paz en Asjabad - Mapa de Turkmenistán - GARAŞSYZ BITARAP TÜRKMENISTAN                        | 2 Manat - TÜRKMENISTANYŇ MERKEZI BANKY - año de acuñación                      |

### Billetes
| Imagen del anverso | Imagen del reverso | Denominación | Color predominante | Dimensiones | Anverso | Reverso |
| ------------------ | ------------------ | ------------ | ------------------ | ----------- | --- | --- |
|                    |                    | 1 Manat      | Verde              | 120 x 60 mm | Tugrïl Beg - Mapa de Turkmenistán - Escudo de armas - 1 BIR MANAT - TÜRKMENISTANYŇ MERKEZI BANKY - ŞU BANKNOT TÖLEGRERIŇ ÄHLI GÖRNÜŞLERI ÜÇIN YÖREYÄR        | Edificios del Centro Cultural Nacional de Turkmenistán - TÜRKMENISTANYŇ MERKEZI BANKY - XXI ASYR - TÜRKMENIŇ ALTYN ASYRY - 1 BIR MANAT - Creciente lunar y estrellas                  |
|                    |                    | 5 Manat      | Amarillo           | 126 x 63 mm | Sultán Sansar - Mapa de Turkmenistán - Escudo de armas - 5 BÄŞ MANAT - TÜRKMENISTANYŇ MERKEZI BANKY - ŞU BANKNOT TÖLEGRERIŇ ÄHLI GÖRNÜŞLERI ÜÇIN YÖREYÄR     | Skyline de Asjabad - Plaza de la Independencia - Arco de la Neutralidad - TÜRKMENISTANYŇ MERKEZI BANKY - XXI ASYR - TÜRKMENIŇ ALTYN ASYRY - 5 BÄŞ MANAT - Creciente lunar y estrellas |
|                    |                    | 10 Manat     | Rojo               | 132 x 66 mm | Magtymguly Pyragy - Mapa de Turkmenistán - Escudo de armas - 10 ON MANAT - TÜRKMENISTANYŇ MERKEZI BANKY - ŞU BANKNOT TÖLEGRERIŇ ÄHLI GÖRNÜŞLERI ÜÇIN YÖREYÄR | Edificio del Banco Central de Turkmenistán - TÜRKMENISTANYŇ MERKEZI BANKY - XXI ASYR - TÜRKMENIŇ ALTYN ASYRY - 10 ON MANAT - Creciente lunar y estrellas                              |
|                    |                    | 20 Manat     | Violeta            | 138 x 69 mm | Görogly Beg - Mapa de Turkmenistán - Escudo de armas - 20 ÝIGRIMI MANAT - TÜRKMENISTANYŇ MERKEZI BANKY - ŞU BANKNOT TÖLEGRERIŇ ÄHLI GÖRNÜŞLERI ÜÇIN YÖREYÄR  | Palacio de Ruhyyet - TÜRKMENISTANYŇ MERKEZI BANKY - XXI ASYR - TÜRKMENIŇ ALTYN ASYRY - 20 ÝIGRIMI MANAT - Creciente lunar y estrellas                                                 |
|                    |                    | 50 Manat     | Verde              | 144 x 72 mm | Gorkut Ata - Mapa de Turkmenistán - Escudo de armas - 50 ELLI MANAT - TÜRKMENISTANYŇ MERKEZI BANKY - ŞU BANKNOT TÖLEGRERIŇ ÄHLI GÖRNÜŞLERI ÜÇIN YÖREYÄR      | Edificio del Parlamento de Turkmenistán - TÜRKMENISTANYŇ MERKEZI BANKY - XXI ASYR - TÜRKMENIŇ ALTYN ASYRY - 50 ELLI MANAT - Creciente lunar y estrellas                               |
|                    |                    | 100 Manat    | Azul               | 150 x 75 mm | Oğuz Han - Mapa de Turkmenistán - Escudo de armas - 100 ÝÜZ MANAT - TÜRKMENISTANYŇ MERKEZI BANKY - ŞU BANKNOT TÖLEGRERIŇ ÄHLI GÖRNÜŞLERI ÜÇIN YÖREYÄR        | Edificio del Palacio Presidencial - TÜRKMENISTANYŇ MERKEZI BANKY - XXI ASYR - TÜRKMENIŇ ALTYN ASYRY - 100 ÝÜZ MANAT - Creciente lunar y estrellas                                     |

## El primer manat
El primer manat se introdujo el 1 de noviembre de 1993 para sustituir al rublo ruso, a una tasa de cambio de 500 rublos por manat. Un manat turkmeno (Código ISO 4217: TMM) estaba dividido en 100 teňňesi, y circularon billetes de 1, 5, 10, 20, 50, 100, 500, 1.000, 5.000 y 10.000 manat, todos ellos con el retrato del anterior presidente Saparmyrat Nyýazow. También circularon monedas acuñadas en 1993 de 1, 5, 10, 20 y 50 teňňesi así como de 500 y 1.000 manat acuñadas en 1999.

### Monedas
| Denominación | Emisión | Metal | Canto    | Diámetro (mm) | Peso (g) | Anverso                                                                                    | Reverso                                                      | Imagen |
| ------------ | ------- | ----- | -------- | ------------- | -------- | ------------------------------------------------------------------------------------------ | ------------------------------------------------------------ | ------ |
| 1 Teňňesi    | 1993    | Cu+Zn | Liso     | 16,00         | 1,90     | Saparmyrat Nyýazow - TÜRMENISTANYŇ PREZIDENTI SAPARMYRAT NYҰAZOW                           | 1 TÜRKMENISTANYŇ TEŇŇESI - año de acuñación                  |        |
| 5 Teňňesi    | 1993    | Cu+Zn | Liso     | 19,50         | 3,00     | Saparmyrat Nyýazow - TÜRMENISTANYŇ PREZIDENTI SAPARMYRAT NYҰAZOW                           | 5 TÜRKMENISTANYŇ TEŇŇESI - año de acuñación                  |        |
| 10 Teňňesi   | 1993    | Cu+Zn | Liso     | 22,50         | 4,50     | Saparmyrat Nyýazow - TÜRMENISTANYŇ PREZIDENTI SAPARMYRAT NYҰAZOW                           | 10 TÜRKMENISTANYŇ TEŇŇESI - año de acuñación                 |        |
| 20 Teňňesi   | 1993    | Cu+Ni | Estriado | 21,00         | 3,60     | Saparmyrat Nyýazow - TÜRMENISTANYŇ PREZIDENTI SAPARMYRAT NYҰAZOW                           | 20 TÜRKMENISTANYŇ TEŇŇESI - año de acuñación                 |        |
| 50 Teňňesi   | 1993    | Cu+Ni | Estriado | 24,00         | 4,90     | Saparmyrat Nyýazow - TÜRMENISTANYŇ PREZIDENTI SAPARMYRAT NYҰAZOW                           | 50 TÜRKMENISTANYŇ TEŇŇESI - Cuerno - año de acuñación        |        |
| 500 Manat    | 1999    | Cu+Ni | Liso     | 20,90         | 3,57     | Saparmyrat Nyýazow - SAPARMYRAT NYҰAZOW TÜRMENISTANYŇ ILKINJI PREZIDENTI - Ramas de laurel | 500 MANAT - TÜRKMENISTANYŇ MERKEZI BANKY - año de acuñación  |        |
| 1.000 Manat  | 1999    | Cu+Ni | Liso     | 24,00         | 4,87     | Saparmyrat Nyýazow - SAPARMYRAT NYҰAZOW TÜRMENISTANYŇ ILKINJI PREZIDENTI - Ramas de laurel | 1000 MANAT - TÜRKMENISTANYŇ MERKEZI BANKY - año de acuñación |        |

### Billetes
| Series de 1993 a 2000 | Series de 1993 a 2000 | Series de 1993 a 2000 | Series de 1993 a 2000 | Series de 2005 | Series de 2005 | Series de 2005 |
| Denominación          | Color                 | Anverso               | Reverso               | Color          | Anverso        | Reverso        |
| --------------------- | --------------------- | --------------------- | --------------------- | -------------- | -------------- | -------------- |
| 1 Manat               | Rojo                  |                       |                       | No emitido     | No emitido     | No emitido     |
| 5 Manat               | Azul                  |                       |                       | No emitido     | No emitido     | No emitido     |
| 10 Manat              | Violeta               |                       |                       | No emitido     | No emitido     | No emitido     |
| 20 Manat              | Verde                 |                       |                       | No emitido     | No emitido     | No emitido     |
| 50 Manat              | Marrón                |                       |                       | Violeta        |                |                |
| 100 Manat             | Azul                  |                       |                       | Rosa           |                |                |
| 500 Manat             | Violeta/Rosa          |                       |                       | Marrón         |                |                |
| 1.000 Manat           | Verde/Rosa            |                       |                       | Verde          |                |                |
| 5.000 Manat           | Violeta               |                       |                       | Azul           |                |                |
| 10.000 Manat          | Azul                  |                       |                       | Gris/Salmón    |                |                |
| 10.000 Manat          | Azul                  |                       |                       | Gris/Salmón    |                |                |

## Mercado negro
Existe un mercado negro de tipos de cambio, ya que en Turkmenistán los cambios de efectivo están prohibidos por ley. El tipo de cambio paralelo varió entre 40 y 41 manat por dólar estadounidense en 2022.